# كريستوف كيرن
كريستوف كيرن (بالفرنسية: Christophe Kern)‏ ولد بتاريخ 18 يناير 1981 في ويسيمبورغ، هو دراج فرنسي في صنف سباق الدراجات على الطريق.

## وصلات خارجية
- الموقع الرسمي

## روابط خارجية
- كريستوف كيرن على موقع أرشيف الدراجات (الإنجليزية)
- كريستوف كيرن على موقع إحصائيات الدراجات الإحترافية (الإنجليزية)
- كريستوف كيرن على موقع نسبة الدراجات (الإنجليزية)
- كريستوف كيرن على موقع CycleBase (الإنجليزية)